# Sanheyuan

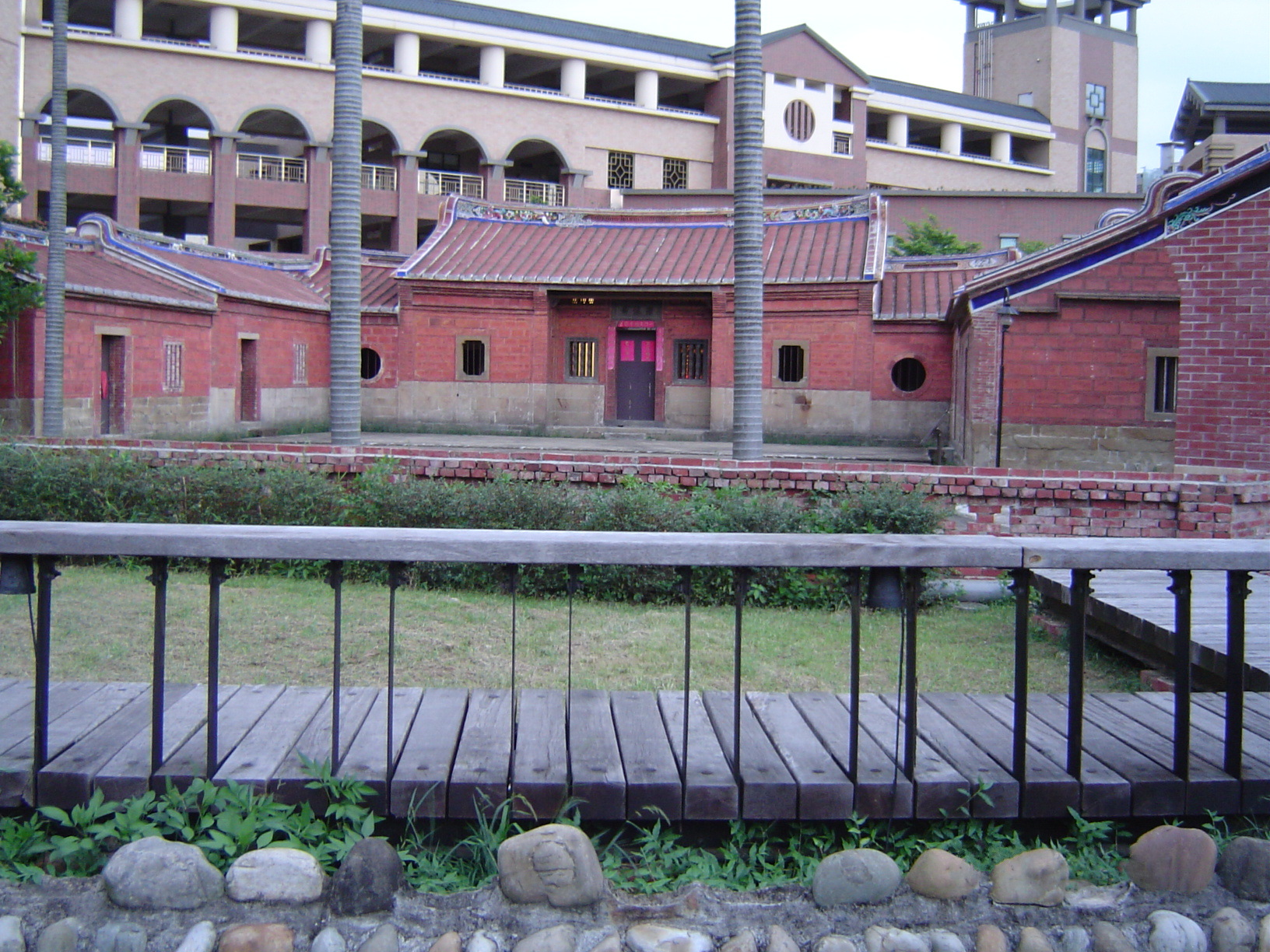
Tenuta Qianrang della famiglia Huang, nel distretto di Da'an a Taipei (Taiwan). Un esempio ben conservato di Sanheyuan.

Sanheyuan (zh. 三合院S, SānhéyuànP, San 1 -ho 2 -yüan 4W) è una delle tipologie standard dell'architettura domestica cinese tradizionale. Se ne trovano esempi in tutta la Cina e molti a Taiwan.

## Descrizione
Il Sanheyuan si struttura sui tre lati d'un cortile centrale quadrangolare, formando una "U" rovesciata, simile al carattere cinese 凹S, āoP. Normalmente, un muro, chiamato 廂房S, Xiāng FángP, collega le due ali laterali protrudenti. Il Sanheyuan può essere di pianta quadrata o rettangolare e può essere strutturato su più piani. La differenza fondamentale rispetto al Siheyuan, l'altra tipologia standard d'architettura domestica cinese tradizionale, è che quest'ultimo circonda completamente, sui quattro lati, il cortile centrale.
Tipicamente, ci sono tre divisioni strutturali all'interno del corpo orizzontale della pianta, occupato dall'edificio più importante ed imponente del complesso, il 三間屋S, Sān jiānwūP, lett. "Tre jian", la cui destinazione d'uso varia da regione a regione ma in genere è costituito da una stanza centrale d'uso cerimoniale, la 正廳S, ZhengtingP, fiancheggiata sui lati da camere da letto (una per lato).
Le due ali che compongono i bracci della U possono essere lunghe o corte, a seconda delle necessità, e offrono spazio per cucine, servizi igienici, magazzini e ulteriori camere da letto. A Taiwan, le ali del sanheyuan sono chiamate 護龍S, HùlóngP, lett. "Draghi protettori". Ulteriori hulong venivano tipicamente aggiunti in coppia, posizionati parallelamente al primo e poi duplicati man mano che la famiglia cresceva, sempre rispettando gl'imprescindibili parametri di simmetria e geomanzia fondanti dell'architettura cinese. Si procedeva allungando prima l'ala di sinistra e poi quella di destra. La coppia interna di hulong era tradizionalmente chiamata 內護S, NèihùP, lett. "Protettori interni", la seconda coppia 外護S, WàihùP, lett. "Protettori esterni", e così via.